# Nakkaş Osman
Nakkaş Osman va ser l'il·lustrador en cap de l'Imperi Otomà durant la segona meitat del segle xvi. Les seves dates de naixement i mort no estan documentades, però la major part del seu treball va ser produït durant l'últim quart del segle xvi. L'estil d'Osman ha estat descrit com «pla però perceptiu». Les seves il·lustracions solen mostrar una acurada atenció als detalls, representant els esdeveniments en un estil realista. El seu treball va influenciar la següent generació d'il·lustradors otomans. Les il·lustracions més antigues d'Osman van ser produïdes entre 1560 i 1570 per a la traducció al turc del manuscrit persa «Firdawsis Shahnama». Entre els seus treballs més importants, creats durant el seu temps com a il·lustrador en cap del taller del sultà Murad III, hi ha el «Llibre de les victòries» i el «Llibre dels reis». Va ser ell també qui va il·lustrar el «Siyer-i Nebi», una èpica de la vida de Mahoma escrita el 1388 i il·lustrada el 1595.
La novel·la d'Orhan Pamuk «Em dic roig» gira al voltant de la figura d'Osman i el seu taller d'il·lustradors. En l'argument Osman se cega a si mateix amb una agulla, en un intent d'emular el llegendari il·lustrador Bihzad. La seva mort representa la fi de les il·lustracions otomanes atès que després d'ell tots els il·lustradors adoptarien l'estil occidental.

## Miniatures

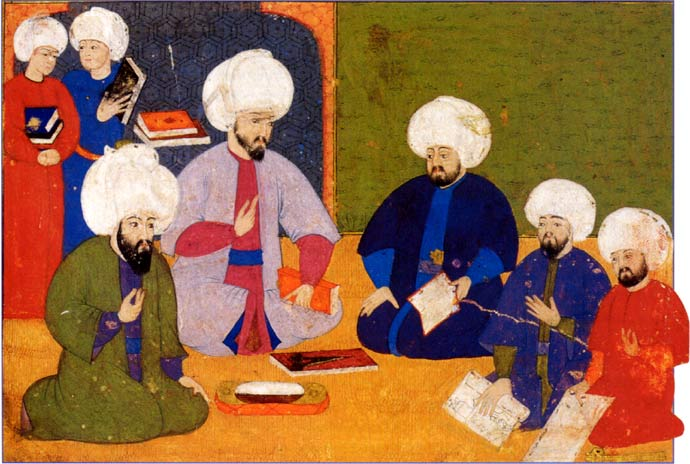
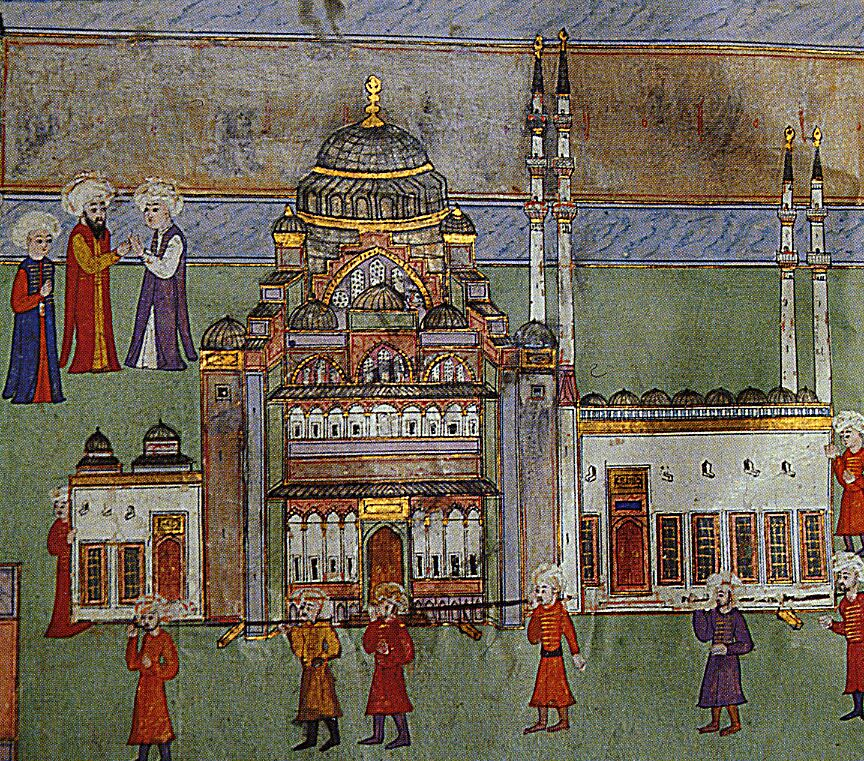
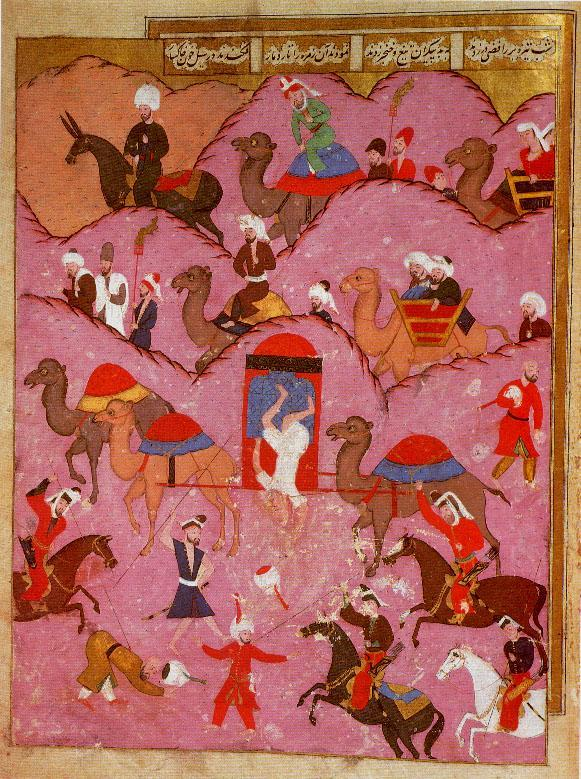
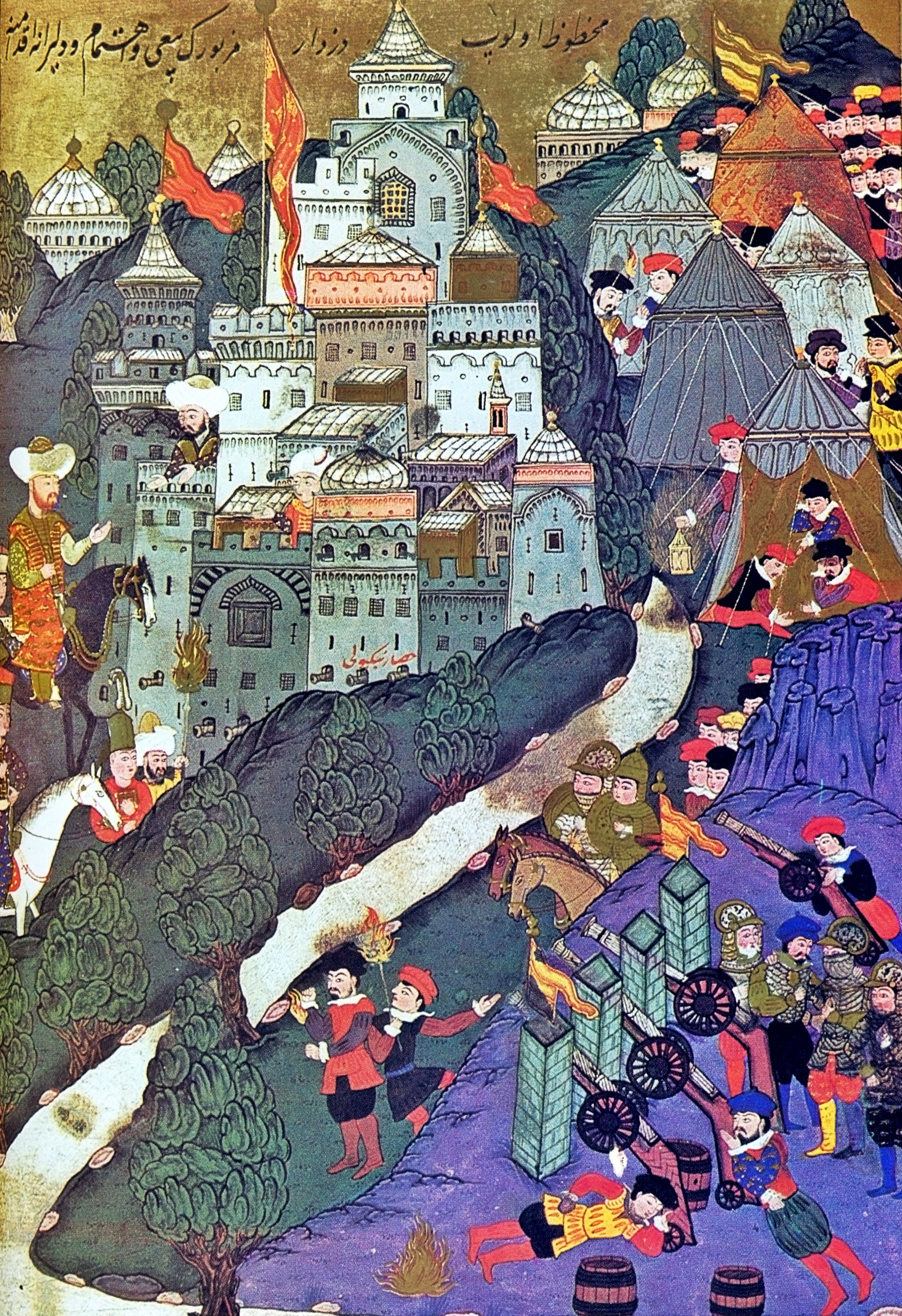
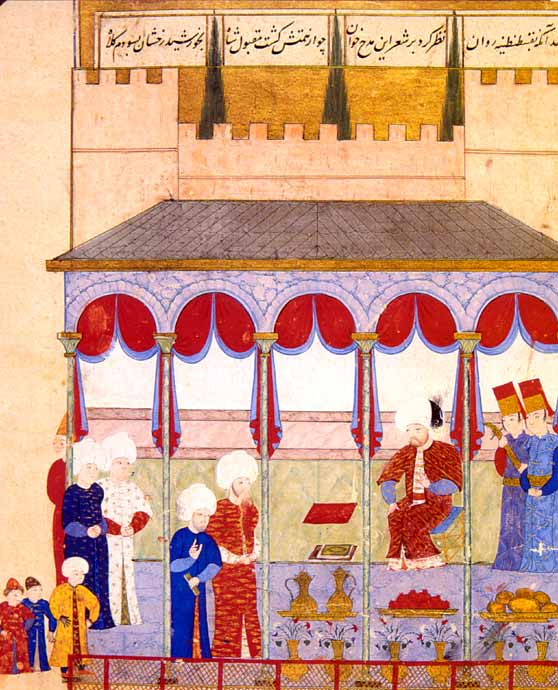
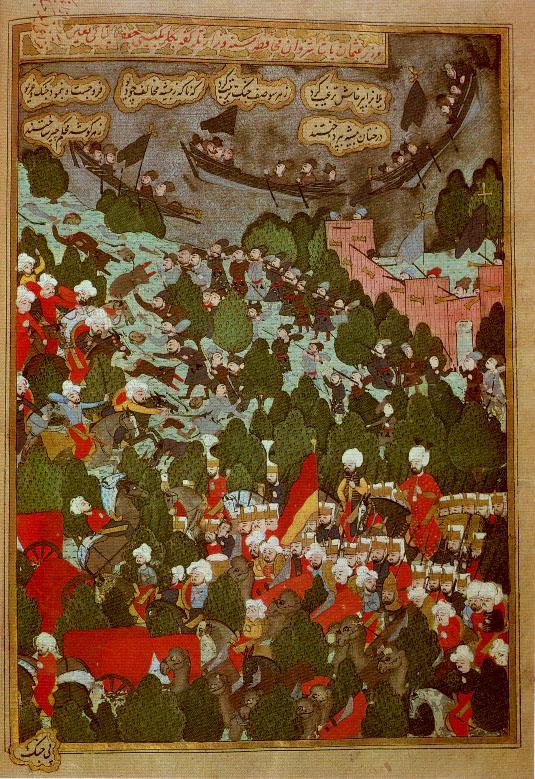
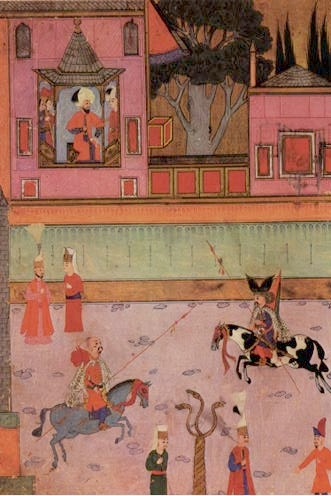
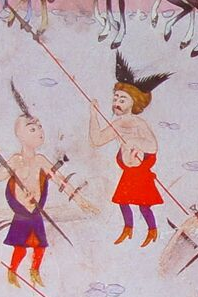